# Колинас
Колинас (итал. Collinas) је насеље у Италији у округу Медио Кампидано, региону Сардинија.
Према процени из 2011. у насељу је живело 884 становника. Насеље се налази на надморској висини од 258 м.

## Становништво
| 1936. | 1951. | 1961. | 1971. | 1981. | 1991. | 2001. | 2011. |
| ----- | ----- | ----- | ----- | ----- | ----- | ----- | ----- |
| 1.091 | 1.206 | 1.213 | 1.129 | 1.145 | 1.076 | 1.014 | 885   |